# Das treue Füllchen
Das treue Füllchen ist ein Märchen (AaTh 314, 532). Es steht in Johann Wilhelm Wolfs Deutsche Hausmärchen an Stelle 28.

## Inhalt
Hans darf dem Müller als Arbeitslohn drei Ohrfeigen geben und schenkt ihm die dritte. Als Hirte soll er ja nicht auf die Weide der Riesen vom Berg treiben, tut es doch und erschlägt sie. Hinter dem Berg ist ein Schloss mit drei Pferden. Der Schimmel trägt ihn auf den Glasberg, wo Hans alle im Turnier besiegt und wieder verschwindet, ebenso am nächsten Tag auf dem Braunen, dann auf dem Rappen. Der König will ihn fangen und kann ihm die Schwertspitze ins Bein bohren. So wird Hans erkannt und heiratet die Tochter. Sie bekommt einen Sohn und der Schimmel ein Fohlen. Dann muss Hans sieben Jahre in den Krieg. Seine Frau liebt inzwischen einen Juden. Um nicht verraten zu werden, soll sie bei Hans’ Heimkehr den Sohn vergiften, ihm ein tödliches Hemd anziehen, aber das Fohlen verrät beides. Sie stellt sich krank und will des Sohnes Zunge als Heilmittel. Hans will stattdessen das Fohlen nehmen, doch es fliegt mit dem Jungen fort. Er wird erst Pferdeputzer, dann Gärtnerjunge. Die Prinzessin verliebt sich, heiratet ihn und lebt von allen verlacht mit ihm im Hühnerhaus. Als Krieg ist, gibt der König ihm ein lahmes Pferd. Doch er siegt auf seinem Füllen, der König selbst verbindet seine Wunde am Bein, ohne ihn noch zu erkennen. Er macht dem König Vorwürfe und reitet mit seiner Frau fort. An einem Berg lässt sich sein Pferd von ihm enthaupten, da ist ein Schloss erlöst und sie leben glücklich.

## Herkunft
Der Titel Das treue Füllchen ist bei Wolf nicht mit einem Sternchen (*) versehen, was laut seiner Vorrede anzeigt, dass er selbst den Text ausarbeitete. „Füllchen“ heißt kleines Fohlen. Der Anfang greift sehr kurz auf Märchen wie Grimms Der junge Riese zurück. Dass man den Hirten vor der Weide beim Unhold warnt, kommt auch in Wolfs Der Fischerssohn, der Rappe und der Schimmel und Das graue Männchen vor. Der Ritt auf den Glasberg bleibt als Motiv hier beliebig, anders in Grimms Die Rabe. Vgl. zum Ausspruch des Juden „Au waih geschrieen“ Der Jude im Dorn, zum Nessoshemd etwa Der treue Johannes, zur List der Mutter Wolfs Das weiße Hemd, das schwere Schwert und der goldene Ring, Der Kaiserssohn und sein Pathe. Die Handlung teilt sich dann zwischen Vater und Sohn und ähnelt jeweils Grimms Der Eisenhans, Wolfs Der Hinkelhirt. Vgl. Der Schäfer und die drei Riesen, Nr. 1 in Ernst Heinrich Meiers Deutsche Volksmärchen aus Schwaben, 1852.